# Mount Holly (Carolina del Nord)
Mount Holly és una població del Comtat de Gaston (Carolina del Nord) als Estats Units d'Amèrica.

## Demografia
Segons el cens dels Estats Units del 2008 tenia 10.081 habitants. Segons el cens del 2000, Mount Holly tenia 9.618 habitants, 4.028 habitatges i 2.658 famílies. La densitat de població era de 477,3 habitants per km².
Dels 4.028 habitatges en un 29,5% hi vivien nens de menys de 18 anys, en un 47,1% hi vivien parelles casades, en un 14% dones solteres, i en un 34% no eren unitats familiars. En el 27,9% dels habitatges hi vivien persones soles el 10,2% de les quals corresponia a persones de 65 anys o més que vivien soles. El nombre mitjà de persones vivint en cada habitatge era de 2,37 i el nombre mitjà de persones que vivien en cada família era de 2,89.
Per edats la població es repartia de la següent manera: un 23,4% tenia menys de 18 anys, un 8,4% entre 18 i 24, un 34,3% entre 25 i 44, un 20,6% de 45 a 60 i un 13,3% 65 anys o més.
L'edat mediana era de 35 anys. Per cada 100 dones de 18 o més anys hi havia 88,4 homes.
La renda mediana per habitatge era de 39.459 $ i la renda mediana per família de 46.295 $. Els homes tenien una renda mediana de 32.128 $ mentre que les dones 23.965 $. La renda per capita de la població era de 20.161 $. Entorn del 8,2% de les famílies i el 10,8% de la població estaven per davall del llindar de pobresa.

## Poblacions properes
El següent diagrama mostra les poblacions més properes.